# Bozjurovo (distrikt i Bulgarien, Dobritj)
Bozjurovo (bulgariska: Божурово) är ett distrikt i Bulgarien.   Det ligger i kommunen Obsjtina Dobritj-Selska och regionen Dobritj, i den nordöstra delen av landet, 400 km öster om huvudstaden Sofia.
Trakten runt Bozjurovo består till största delen av jordbruksmark. Runt Bozjurovo är det ganska tätbefolkat, med 96 invånare per kvadratkilometer.